# Kurume
Kurume (久留米市, Kurume-shi) és una ciutat i municipi de la prefectura de Fukuoka, a la regió de Kyūshū, Japó.
El març de 2016 tenia una població estimada de 306.309 habitants i una densitat de població de 1332 habitants per km². Té una àrea total de 229,96 km².

## Geografia
Kurume es troba a la región del sud de la prefectura de Fukuoka, i fa frontera amb la prefectura de Saga per l'oest. El riu Chikugo creua la ciutat vorejant-la de nord-est a sud-oest.

## Història
L'àrea de l'actual Kurume ha estat poblada des de fa més de 20.000 anys. Kurume fou fundada com a ciutat l'1 d'abril de 1889 amb una població de 24.750 persones.
El 5 de febrer de 2005 Kurume s'expandí fins a ocupar l'àrea actual mitjançant l'annexió dels pobles de Kitano (del districte de Mii), Jōjima i Mizuma (del districte de Mizuma), i Tanushimaru (del districte d'Ukiha).

## Demografia
| 1920    | 1930    | 1940    | 1950    | 1960    | 1970    | 1980    |
| ------- | ------- | ------- | ------- | ------- | ------- | ------- |
| ND      | ND      | ND      | ND      | 248.997 | 255.203 | 280.291 |
| 1990    | 2000    | 2010    | 2020    | 2030    | 2040    | 2050    |
| 294.665 | 304.884 | 302.323 | 303.143 | -       | -       | -       |

## Transport

### Ferrocarril
- Companyia de Ferrocarrils de Kyūshū (JR Kyūshū)
  - Kurume - Araki - Kurume-Kōkōmae - Minami-Kurume - Kurume-Daigakumae - Mii- Zendōji - Chikugo-Kusano - Tanushimaru
- Ferrocarril Nishi-Nippon (Nishitetsu)
  - Miyanojin - Kushiwara - Nishitetsu-Kurume - Hanabatake - Shikenjō-Mae - Tsubuku - Yasutake - Daizenji - Mizuma - Inuzuka - Gorōmaru - Gakkōmae - Koganchaya - Kitano - Ōki - Kaneshima

## Agermanaments
- Kōriyama, prefectura de Fukushima, Japó. (3 d'agost de 1975)
- Hefei, província d'Anhui, RPX. (12 de maig de 1980)
- Modesto, Califòrnia, EUA. (15 d'abril de 1992)

## Persones notables
- Leiji Matsumoto (1938 – present), dibuixant de manga i dissenyador de sèries d'anime
- Izumi Sakai, cantant de la banda Zard.